# James McHenry
James McHenry (ur. 16 listopada 1753, zm. 3 maja 1816) – amerykański lekarz i polityk.
W 1787 roku został delegatem stanu Maryland na Konwencję w Filadelfii, podczas której ratyfikowano Konstytucję Stanów Zjednoczonych, której był sygnatariuszem.
W latach 1796–1800 pełnił funkcję sekretarza wojny Stanów Zjednoczonych w gabinetach prezydentów George’a Washingtona i Johna Adamsa.